# دجاج رومي مستأنس
الدجاج الرومي المستأنس هو طائر كبير الحجم، وأحد نوعين من جنس دجاج رومي ويشبه الدجاج الرومي البري. بالرغم من أن تدجين الدجاج الرومي حدث في وسط أمريكا قبل 2000 سنة مضت، اقترحت أبحاث حديثة بأن حدث تدجين أخر وقع في جنوب غرب الولايات المتحدة بين 200 قبل الميلاد و500 بعد الميلاد. على أي حال، يتنوع التدجين التجاري للدجاج الرومي اليوم المنحدر من الدجاج المربى في وسط المكسيك وانتقل في مابعد إلى أوروبا بواسطة الإسبان في القرن السادس عشر.
يعتبر إنتاج لحم الدجاج الرومي شكل شائع من تربية الدواجن، ويربى الدجاج الرومي في أماكن مختلفة حول العالم، يعود ذلك جزئيا إلى التربية المحلية الرخيصة مقارنة مع حجم اللحم الذي ينتجه.
تُختار الأغلبية من الدجاج الرومي المستأنس من سلالات ذات ريش أبيض بحيث يكون دبوس الريش (بالإنجليزية: pin feather) أقل وضوحا عندما تُعد الذبيحة، بالرغم من ذلك، تربى أنواع ذات ريش بني وبرونزي.
جاء الاسم الإنكليزي لهذا الأنواع نتيجة خطأ في تمييز الطائر مع نوع منفصل دخل إلى أوروبا عبر تركيا.

## تاريخ

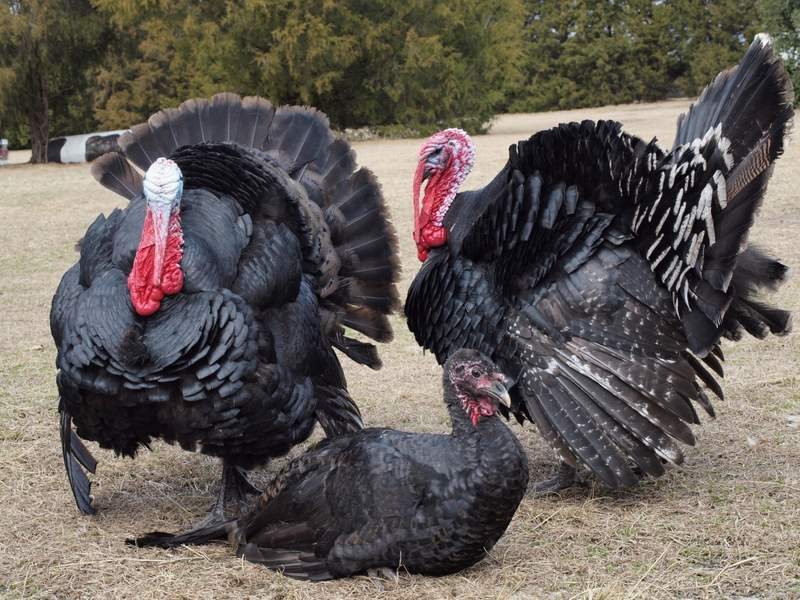
الدجاج الرومي الإسباني الأسود

ينحدر الدجاج الرومي المستأنس من واحد من ستة نويعات من الدجاج الرومي البري، وجد في منطقة محدودة في ولايات المكسيك حاليا وهي خاليسكو وغيريرو وفيراكروز. دجن سكان وسط أمريكا القدماء هذه النويعات، حيث كانت مصدر كبير للحم والبيض واستخدمو ريشها لأغراض تزيينية. ربط الأزتك الدجاج الرومي مع الإله المحتال تازكوبوكا (Tezcatlipoca)، ربما بسبب طبيعته الهزلية.
انتقل الدجاج الرومي إلى أوروبا بواسطة الإسبان. تطورت معظم السلالات الممتازة في أوروبا (مثلا الأسود الإسباني، النخيل الملكي). في أوائل القرن العشرين، حدث الكثير من التقدم في اختيار سلالات الدجاج الرومي، وأعطى سلالات مثل بيلتسفيل الأبيض الصغير.

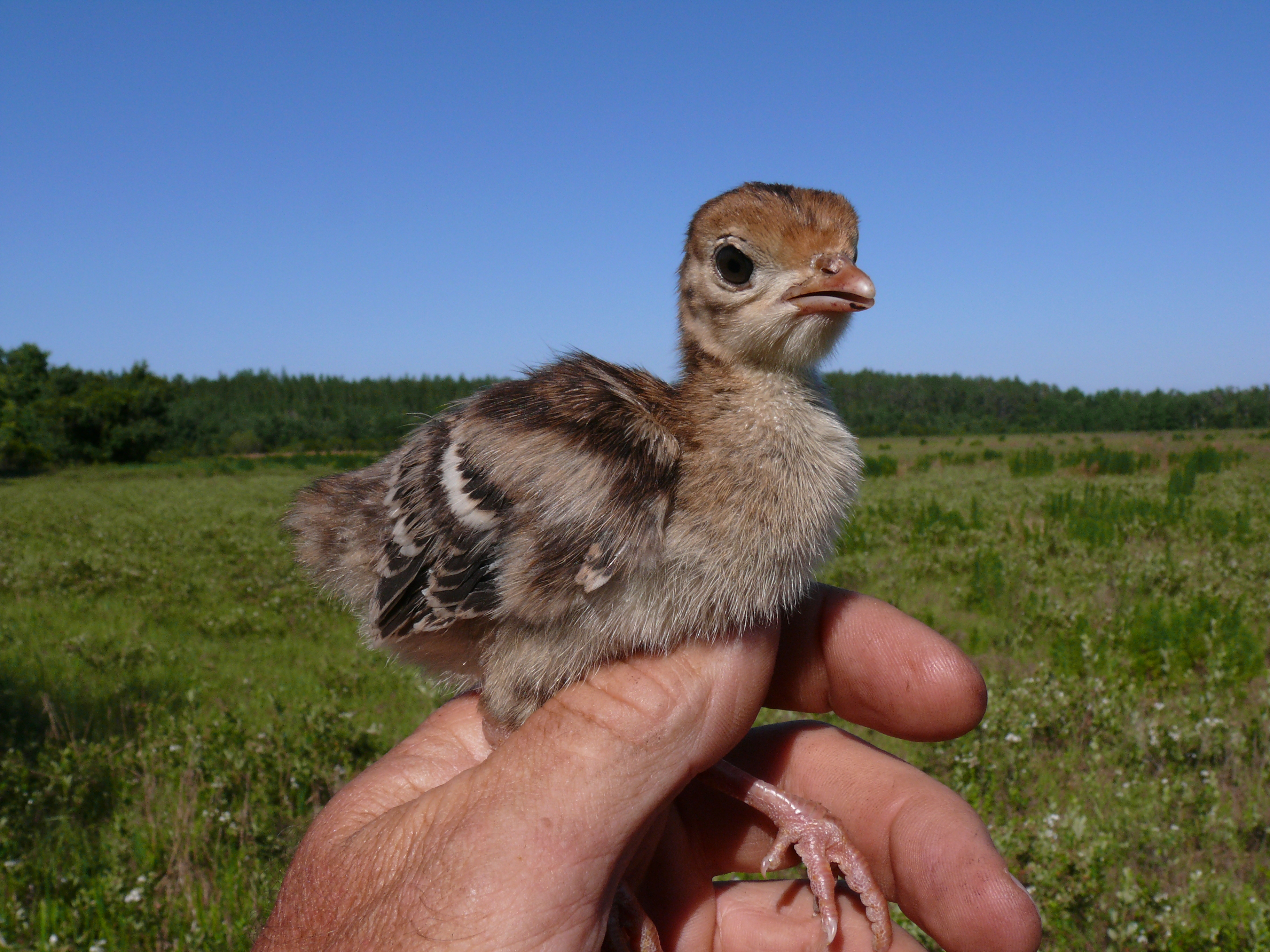
فرخ الدجاج الرومي.

أدخل الملاح الإنكليزي ويليام ستريكلاند (بالإنجليزية: William Strickland) الدجاج الرومي إلى إنكلترا في القرن السادس عشر. شعار النبالة لعائلته _ شعار العائلة هو ديك رومي_ من أوائل الأوروبين الذين وصفوا الدجاج الرومي. لاحظ المزارع الإنكليزي توماس توسر أن الدجاج الرومي يكون طعام المزارعين في عيد الميلاد في عام 1573.

## الحجم والوزن
| الحيوان                | معدل الوزن كغ (باوند) | اغلوزن الأقصى كغ (باوند) | معدل الطول الكلي سم (قدم) |
| ---------------------- | --------------------- | ------------------------ | ------------------------- |
| الدجاج الرومي المستأنس | 13.5 (29.8)           | 39 (86)                  | 100 - 124.9 (3.3 – 4.1)   |

الديك الرومي هو ثامن أثقل طائر حي بوزن يصل كحد أقصى إلى 39 كغ (86 باوند).

## التربية التجارية
في التربية التجارية، تزود مزارع التربية البيض إلى مكان التفريخ. بعد 28 يوم من التحضين، يميز بين الجنسين للصغار وتنقل إلى مزارع التسمين، تربى الإناث بشكل منفصل عن الذكور بسبب فرق معدلات النمو.
تربى الغالبية من الدجاج الرومي داخل أبنية مصنوعة بشكل ملائم ولها عدة أنواع. لدى بعض الأنواع جدران ذات ركائز إضافية، لكن معظمها تكون ذات جدران صلبة مصمتة وبدون نوافذ لجعل الإضاءة الاصطناعية تحقق الإنتاج . يمكن أن تكون المباني كبيرة جدا (أحيانا تستخدم حظائر الطائرات لهذا الغرض) وتحتوي على ألاف الطيور كسرب واحد. تفرش الأرضية عادة بنشارة الخشب مثلا أو أي مادة جافة تمتص الرطوبة. تُضبط حرارة الجو لدجاج الرومي البالغ بين 18 و21 مئوية. يجب تجنب الحرارة العالية لتفادي فرطة الحرارة الناتج عن معدل الأيض المرتفع عند الدجاج الرومي، وتزداد في التجمع الكبير. يعيش الدجاج التجاري تحت أنظمة متنوعة من الإضاءة مثل الضوء المستمر، الإضاءة الطويلة (23 ساعة)، أو الإضاءة المتقطعة، للتشجيع على الأكل وتسريع النمو. تكون قوة الإضاءة منخفضة (أقل من لكس واحد) لتقليل نقر الريش.

## مخلفات الدجاج الرومي كوقود
تستخدم معظم مخلفات الدجاج الرومي (مواد فرشة الأرضية مع براز الحيوان) كسماد، لكن من الممكن صنع وقود منها لتوليد الكهرباء في المحطات. تعطي إحدى محطات توليد الكهرباء في غرب مينيسوتا 55 ميغاواط باستخدام 500,000 طن من المخلفات سنويا. بدأت هذه المحطة بالعمل سنة 2007.

## وصلات إضافية
طالع: قائمة سلالات الغرغر
- B.C. researchers carve into today's turkeys through DNA tracking[وصلة مكسورة]
- Breeds of turkey from Feathersite.com
- More information on domesticated turkeys from Cornell
- Study traces roots of turkey taming  from Simon Fraser University, Canada.
- Thanksgiving Song